# Бонате Сопра
Бона̀те Со̀пра (на италиански: Bonate Sopra; на ломбардски: Bunàt Sura, Бунат Сура) е град и община в Северна Италия, провинция Бергамо, регион Ломбардия. Разположен е на 230 m надморска височина. Населението на общината е 9893 души (към 2017 г.).